# Wolfgang Krause
Wolfgang Krause, född den 18 september 1895 i Steglitz, död den 14 augusti 1970 i Göttingen, var en tysk filolog och runolog.
Wolfgang Krause var professor i Königsberg 1925–1937, 1937–1963 professor i jämförande språkforskning och fornnordisk kulturhistoria i Göttingen. Han lämnade värdefulla bidrag till såväl den jämförande indoeuropeiska som den fornnordiska språkforskningen. Genom arbeten som Beiträge zur Runenforschung (1932–1934), Was man in Runen ritzte (1935) och Runeninschiften im älteren Futhark (1937) intog han platsen som en av de främsta i den samtida runforskningen.